# 소메자키 노부후사
소메자키 노부후사(染崎延房, そめざき のぶふさ, 분세이 원년(1818년) - 1886년(메이지 19년) 9월 27일)는 에도 시대 말기부터 메이지 시대에 걸쳐 일본의 게사쿠 작가 · 언론인이다. 아명 하치로(八郎), 통칭 큐베(久兵衛). 다른 호로는 다메나가 슌소(為永春笑) · 고센조(狂仙亭) · 2세 다메나가 슌스이(二世為永春水)가 있다.

## 생애
쓰시마 후추번 번사의 아들로 에도에서 태어났다. 천보 연간 다메나가 슌스이(為永春水)의 제자가 되어 호를 슌소(春笑)라 하였다. 1844년 스승의 사후에는 스승의 호를 이어서 '2세 다메나가 슌스이(二世為永春水)라는 호를 쓰며 주신구라의 『이로하 문고』(いろは文庫)와 《남총리견팔견전》의 2차 창작인 『가나요미 팔견전』(仮名読八犬伝) 등의 게사쿠를 썼다.
메이지 유신 후, 지금까지의 게사쿠 시리즈를 계속해서 집필하는 한편으로, 게사쿠 작가나 옛 막부 신하들이 모인 니시키 신문(錦絵新聞)에 기고와 소설을 실었다. 메이지 시대의 작품으로는 에도 막부 말기의 동란을 다룬 죠노 사이기쿠(條野採菊, 伝平, 山々亭有人)와의 공저 《근세기문》(近世紀聞)이 알려져 있다. 1873년 조선국세견전도(朝鮮國細見全圖)라는 지도를 제작하였다.
1876년에는 도쿄 에이리 신문(東京絵入新聞)에 들어가 기자로 붓을 휘둘렀다.
묘소는 도쿄도 시나가와 구 니시오이(西大井)의 여래사(如来寺). 법명은자문원이연□□거사(慈門院理連□□居士, □□은 불명)이다.

## 저서
- 이로하 문고(いろは文庫)
- 가나요미 팔견전 (仮名読八犬伝, 1848년 ~) - 다메나가 슌스이 명의
- 팔견전 후일담(八犬伝後日譚, 1853년 ~ 1857년) - 다메나가 슌스이 명의
- 북설미담(北雪美談, 1853년 ~) - 다메나가 슌스이 명의
- 조선국세견전도(1873년)
- 신대 이정표(神代道しるべ, 1873년)
- 의열회천백수(義烈回天百首, 1874년) - 와카 모음집.
- 근세기문 (1874년)
- 대만외기(台湾外記, 1874년)
- 조선사정(朝鮮事情, 1874년)
- 阿玉ヶ池櫛月形(1874년)

## 같이 보기
- 다메나가 슌스이(為永春水)